# Edificio Reforma 222 Torre 1
Il Reforma 222 Centro Financiero è un grattacielo situato in Avenida Paseo de la Reforma, 222, a Città del Messico. È stato progettato dall'architetto Teodoro González de León.

## Caratteristiche
Il grattacielo ha 31 piani per 125 metri di altezza ed è utilizzato sia per uffici che per scopi commerciali.
La sua costruzione è iniziata nel 2004 e si è conclusa alla fine del 2007.
Il grattacielo possiede anche 4 piani sotterranei.
La superficie totale del grattacielo è di 41.000 m².
A causa dell'alto rischio sismico dell'area, è dotato di 23 ammortizzatori sismici e 45 piloni che penetreranno il terreno paludoso sul quale sorge l'edificio per 60 metri.
I materiali utilizzati per la costruzione del grattacielo sono: calcestruzzo armato, vetro ed acciaio.
Il grattacielo è situato a lato del grattacielo Reforma 222 Centro Financiero, anch'esso completato nel 2007.